# بييترانيكو
بييترانيكو (بالإيطالية: Pietranico)‏ هي بلدية في مقاطعة بسكارا في إقليم أبروتسو الإيطالي.

## السكان
في سنة 1861 بلغ عدد السكان 1٬179 نسمة، وتطور العدد ليصل في سنة 2018 لـ 471 نسمة.
يظهر هذا المخطط البياني تطور النمو السكاني لـ بييترانيكو